# Guerra sueco-noruega
La guerra sueco-noruega, també coneguda com la campanya contra Noruega, la guerra amb Suècia, o la guerra d'independència de Noruega, va ser una guerra lluitada entre Suècia i Noruega l'estiu del 1814. Va resultar en la unió d'ambdós països, però amb constitucions i parlaments propis.

## Antecedents
L'any 1812, previ a la invasió napoleònica de Rússia, el príncep suec Carles Joan va acordar amb el tsar Alexandre I que Rússia donaria suport a un atac suec a Noruega per tal de forçar Dinamarca-Noruega a cedir la seva part septentrional. L'atac suec va ser refusat, però en canvi les forces sueques van ser dirigides contra França a l'Europa central. Les tropes sueques es van desplegar contra les de Napoleó com a resultat d'acords enre Carles Joan i diplomàtics del Regne Unit i Prússia, cosa que indicava que Noruega seria cedida a Suècia després que França i els seus aliats (entre els quals hi havia també Dinamarca-Noruega) van ser desafiats.
Pel Tractat de Kiel, el gener de 1814, el rei Frederic VI de Dinamarca va haver de cedir Noruega al rei de Suècia, degut a l'aliança que mantenien amb França i la seva derrota durant les darreres fases de les Guerres Napoleòniques. Aquest tractat, tanmateix, no va ser acceptat pels noruecs.
El príncep Christian Frederick, hereu presumpte al tro de Dinamarca i Noruega i governador general de Noruega, va prendre el lideratge en la insurrecció i va exigir una assemblea constitucional, que va adoptar la constitució liberal del 17 de maig, que va elegir-lo com a rei d'una Noruega independent.
Com a cap del nou estat, Christian Frederick va intentar desesperadament guanyar-se el suport del Regne Unit o qualsevol altre dels grans poders de la Sisena Coalició, per tal de mantenir la independència del país. Malgrat tot, els diplomàtics estrangers no van donar cap esperança per a cap mena de suport des de fora de Noruega.

## Guerra
Les hostilitats van iniciar-se el 26 de juliol amb un ràpid atac naval de Suècia contra les canoneres noruegues a Hvaler. L'armada noruega va ser evacuada i les naus van aconseguir escapar, però no van participar en la resta de la guerra. La principal ofensiva sueca va entrar per la frontera a Halden en direcció al nord, mentre que una segona força de 6.000 soldats arribaven prop de Fredrikstad, que va rendir-se l'endemà, i que va ser l'inici d'un moviment de pinça al voltant de la major part de l'armada noruega a Rakkestad.
Finalment l'armada noruega va aturar l'avançament dels suecs a Lier el 2 d'agost, i va obtenir una altra victòria a Matrand el 5 d'agost. Dos dies abans, Christian Frederick va arribar al front a Østfold i va ser persuadit de canviar la seva estratègia i fer servir els 6.000 soldats destinats a Rakkestad per a un contraatac contra els suecs. El contraatac va ser ordenat el dia 5, i els noruecs es van retirar pel riu Glomma a Langnes i Askim. L'última gran batalla de la guerra va tenir lloc el 9 d'agost al pont de Langnes, on les forces sueques van tornar a recular. Llavors Suècia va intentar flanquejar la línia noruega, cosa que va aconseguir durant la batalla de Kjølberg el dia 14; en aquells moments ja tenien via lliure cap a Kristiania, la capital noruega, fet que deixava els noruecs en una situació insostenible.
Malgrat l'armada noruega havia guanyat a Langnes era evident tant per a l'autoritat noruega com la sueca que la derrota era inevitable. Tot i haver aconseguit enviar diverses ofensives menors als suecs, es va considerar imposible intentar aturar els suecs a la llarga. L'oferiment dels suecs de negociar va ser acceptada, ja que la guerra havia causat importants estralls en les finances noruegues. Totes dues parts, doncs, estaven interessades en una ràpida finalització de la guerra. Les al·legacions de pèrdua van ser contra Christian Frederick i el general noruec Frederik Gottschalk von Haxthausen, que va ser acusat de traïdoria. Però el fet d'acordar mantenir un diàleg després de la victòria de Langnes els va fer estar en una situació en què podien evitar una rendició incondicional.

## Conseqüències
El 7 d'agost Carles Joan va presentar una proposta d'alto el foc, que incloia una gran concessió: acceptar la constitució d'Eidsvoll en nom del govern suec. En fer-ho, tàcitament va renunciar a reivindicar que Noruega fos altra cosa que una mera província de Suècia. Les dures negociacions es van iniciar a Moss el dia 10, per finalment signar un acord d'alto el foc (anomenat la Convenció de Moss) quatre dies després. El príncep Carles Joan va ser forçat a abdicar, però Noruega va mantenir-se independent dins d'una unió personal amb Suècia, sota el poder del rei de Suècia. Amb la nova Constitució ambdós regnes, ara units, mantenien institucions separades (a excepció del rei i del servei i polítiques exteriors).